# Funder Station
Funder Station er en dansk jernbanestation på Silkeborg-Herning-banen, der blev åbnet i 1877. I dag er den ikke standsningssted, men kun fjernstyret krydsningsstation.
Banen fulgte Funder Ådal for at krydse den jyske højderyg. Derfor kom stationen til at ligge 3 km sydøst for Funder Kirkeby og 2 km sydvest for Silkeborg-bydelen Funder.
I 1920 blev Funder Station jernbaneknudepunkt, da strækningen Brande-Funder blev indviet som den sidste etape af Diagonalbanen Randers-Esbjerg. Mellem Silkeborg og Funder brugte Silkeborg-Herning-banen og Diagonalbanen samme spor.
Diagonalbanen blev nedlagt i 1971. Stationsbygningen i Funder er bevaret som privat bolig på Funder Ådalsvej 2. Lidt sydvest for stationen starter Funder-Ejstrup Natursti, der benytter Diagonalbanens tracé og efter 2 km krydser Silkeborg-Herning-banen på Diagonalbanens bro.